# Mady Christians

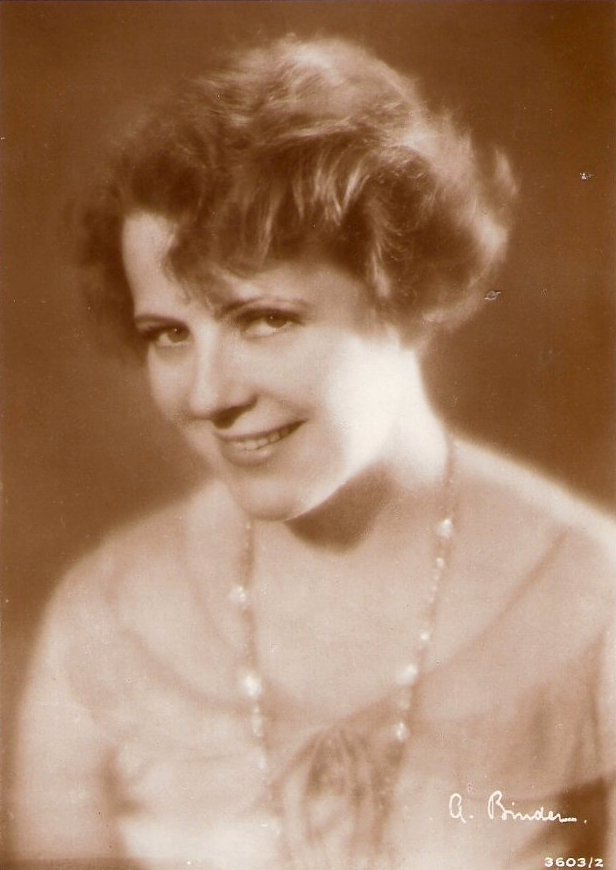
Mady Christians, Fotografie (um 1928) von Alexander Binder

Mady Christians (* 19. Januar 1896 als Margaretha Maria Clara Emma Bertha Christians in Wien, Österreich-Ungarn; † 28. Oktober 1951 in Norwalk, Connecticut) war eine deutsche Schauspielerin und Sängerin.

## Leben
Die Tochter des aus dem friesischen Jeverland stammenden Schauspielers Rudolf Christians (1869–1921) und dessen Ehefrau, der Opernsängerin Bertha Klein, zog 1902 mit der Familie nach Berlin. Sie besuchte die Handelsschule und erhielt Schauspielunterricht bei Frank Reicher. Einen erheblichen Teil ihrer Kindheit verbrachte sie in New York, wo ihr Vater das deutschsprachige Irving Place Theatre in Manhattan leitete.
Bald spielte sie erste Kinderrollen am Theater. Ihren ersten Filmauftritt absolvierte sie in einem amerikanischen Film, doch nach dem Kriegseintritt der USA 1917 kehrte sie nach Deutschland zurück. Sie übernahm Bühnenrollen an Berliner Theatern und konnte ihre Karriere als Stummfilmschauspielerin fortsetzen. Aufmerksamkeit erlangte sie erstmals 1921 in dem Sechsteiler Der Mann ohne Namen an der Seite von Harry Liedtke. Weitere Erfolge hatte sie vor allem 1925 in Ein Walzertraum und in der zweiteiligen Verfilmung Königin Luise (1927/28).
Mady Christians war ab 1923 bis zur 1939 erfolgten Scheidung mit dem Journalisten und Schriftsteller Sven von Müller (1893–1964) verheiratet. 1928 gründete sie mit Regisseur Ludwig Berger die „Länder-Film GmbH“ in Berlin, die aber bereits nach 1931 ihre Tätigkeit wieder einstellte.
Nach dem Machtantritt der Nazis emigrierte sie in die Vereinigten Staaten. Dort arbeitete sie sowohl in Hollywood als auch am Theater in Charakterrollen. Sie arbeitete mehrfach mit der prominenten Theaterregisseurin Margaret Webster. Am Broadway spielte sie in den Uraufführungen von Lillian Hellmans Watch on the Rhine und John Van Drutens I Remember Mama, in letzterem in der Titelrolle. Beide erfolgreichen Theaterstücke wurden später ohne ihre Mitwirkung verfilmt. 1945 wurde sie Schauspiellehrerin an der Columbia-Universität und gehörte dem Vorstand der amerikanischen Bühnengenossenschaft an. Ihre letzten Filmrollen hatte sie 1948 in Alle meine Söhne und Brief einer Unbekannten, in denen sie jeweils die Mütter der Hauptdarsteller Burt Lancaster bzw. Joan Fontaine darstellte.
Während der McCarthy-Ära bezichtigte sie das FBI 1950 der Verbindung zur Kommunistischen Partei. Diese Anschuldigungen beeinträchtigten ihre bis dahin gut laufende Schauspielkarriere. Im Oktober 1951 starb sie an einer Hirnblutung in ihrem Haus in Connecticut. Es wurde darüber spekuliert, inwieweit die Repressionen durch das FBI und der dadurch verursachte Stress zuvor ihren Tod mitverursacht haben könnten.

## Filmografie (Auswahl)
- 1916: Audrey
- 1917: Die Krone von Kerkyra
- 1917: Das verlorene Paradies
- 1917: Das Edelfräulein
- 1918: Frau Marias Erlebnis
- 1918: Am Scheidewege
- 1918: Die Dreizehn
- 1918: Am anderen Ufer
- 1918: Die Verteidigerin
- 1918: Eine junge Dame von Welt
- 1919: Die Gesunkenen
- 1919: Der goldene Klub
- 1919: Die Nacht des Grauens
- 1921: Der Mann ohne Namen (6 Teile)
- 1921: Der Schicksalstag
- 1923: Der Wetterwart
- 1923: Buddenbrooks
- 1923: Ein Glas Wasser
- 1924: Die Finanzen des Großherzogs
- 1924: Soll und Haben
- 1924: Mensch gegen Mensch
- 1925: Der Abenteurer
- 1925: Die vom Niederrhein
- 1925: Der Farmer aus Texas
- 1925: Die Verrufenen
- 1925: Ein Walzertraum
- 1926: Nanette macht alles
- 1926: Zopf und Schwert
- 1926: Die Welt will belogen sein
- 1926: Die Königin vom Moulin Rouge
- 1926: Die geschiedene Frau
- 1927: Der Sohn der Hagar
- 1927: Grand Hotel …!
- 1927: Heimweh
- 1927/28: Königin Luise (2 Teile)
- 1929: Das brennende Herz
- 1929: Meine Schwester und ich
- 1929: Dich hab’ ich geliebt
- 1931: Das Schicksal der Renate Langen
- 1932: Der schwarze Husar
- 1932: Friederike
- 1933: Salon Dora Green
- 1933: Ich und die Kaiserin
- 1933: Manolescu, der Fürst der Diebe
- 1934: Wicked Woman
- 1935: Ship Cafe
- 1936: Nimm, was du kriegen kannst (Come and get it)
- 1937: The Woman I Love
- 1937: Heidi
- 1937: Im siebenten Himmel (Seventh Heaven)
- 1943: Tender Comrade
- 1944: Address Unknown
- 1948: Alle meine Söhne (All My Sons)
- 1948: Brief einer Unbekannten (Letter from an unknown Woman)